# Negosavlje
Negosavlje (em cirílico: Негосавље) é uma vila da Sérvia localizada no município de Medveđa, pertencente ao distrito de Jablanica, na região de Goljak. A sua população era de 415 habitantes segundo o censo de 2011.

## Demografia
| 1948 | 1953 | 1961 | 1971 | 1981 | 1991 | 2002 | 2011 |
| ---- | ---- | ---- | ---- | ---- | ---- | ---- | ---- |
| 369  | 415  | 417  | 396  | 378  | 473  | 426  | 415  |